# Théodore de Bèze
Pour les articles homonymes, voir Bèze (homonymie).
Théodore de Bèze, né le 24 juin 1519 à Vézelay et mort le 13 octobre 1605 à Genève, est un humaniste, théologien protestant, traducteur de la Bible, professeur, ambassadeur et poète. Il fut le porte-parole de la Réforme en France au colloque de Poissy, puis pendant les guerres de Religion. Il fut le chef incontesté de la cause réformée dans toute l’Europe et le successeur de Jean Calvin à la tête de l'Académie de Genève.

## Enfance et jeunesse
Théodore de Bèze naquit le 24 juin 1519 dans la petite ville de Vézelay, lieu de pèlerinage important sur la route de Compostelle. Il était issu d’une famille de la petite noblesse, son père, Pierre de Bèze (1485-1562), juriste et héritier d’une fortune liée au travail industriel des forges et à de nombreux bénéfices ecclésiastiques, était le bailli royal de sa ville natale. Théodore, le cadet des sept enfants d’un premier lit (la deuxième épouse de Pierre de Bèze lui donna encore six enfants), était d’une santé fragile bien que, par la suite, il ait joui d’une robustesse à toute épreuve. Sa mère, Marie Bourdelot, était connue pour sa générosité. Le père de Théodore avait deux frères : l’un, Nicolas de Bèze (1469-1532), était membre du parlement de Paris, l’autre, Claude, était abbé de l'abbaye cistercienne de Froimont dans le diocèse de Beauvais.
Nicolas était célibataire et, au cours d’une visite à Vézelay, fut si impressionné par le jeune Théodore qu’avec la permission de ses parents il l’emmena à Paris avec lui pour qu’il y fût instruit. Lors du retour du voyage où elle accompagnait son fils, Marie de Bèze, sa mère, victime d'une chute de cheval, se brisa une cuisse et succomba peu après d'une fièvre chaude à l’âge de trente-deux ans.

### La formation helléniste de Melchior Wolmar
Son oncle le plaça en 1528, à l’âge de neuf ans, à Orléans, dans la famille du célèbre helléniste allemand Melchior Wolmar Rufus de Rottweil, qui avait déjà été le maître de Calvin à Paris. Il fut reçu dans la maison de son précepteur, et le jour où se passa cet événement fut célébré par la suite comme un deuxième anniversaire.
Le jeune Théodore de Bèze suivit bientôt son maître à Bourges, où l’avait appelé la reine de Navarre, Marguerite de Valois-Angoulême, sœur aînée du roi François Ier. Bourges était en France un des endroits où soufflait le plus fort le vent de la Réformation. Quand, en 1534, François Ier publia le décret contre les innovations dans l’Église, Wolmar retourna en Allemagne tandis que, conformément au désir de son père, Bèze revenait à Orléans pour étudier le droit.

### Orléans et la découverte de la poésie et d'Heinrich Bullinger

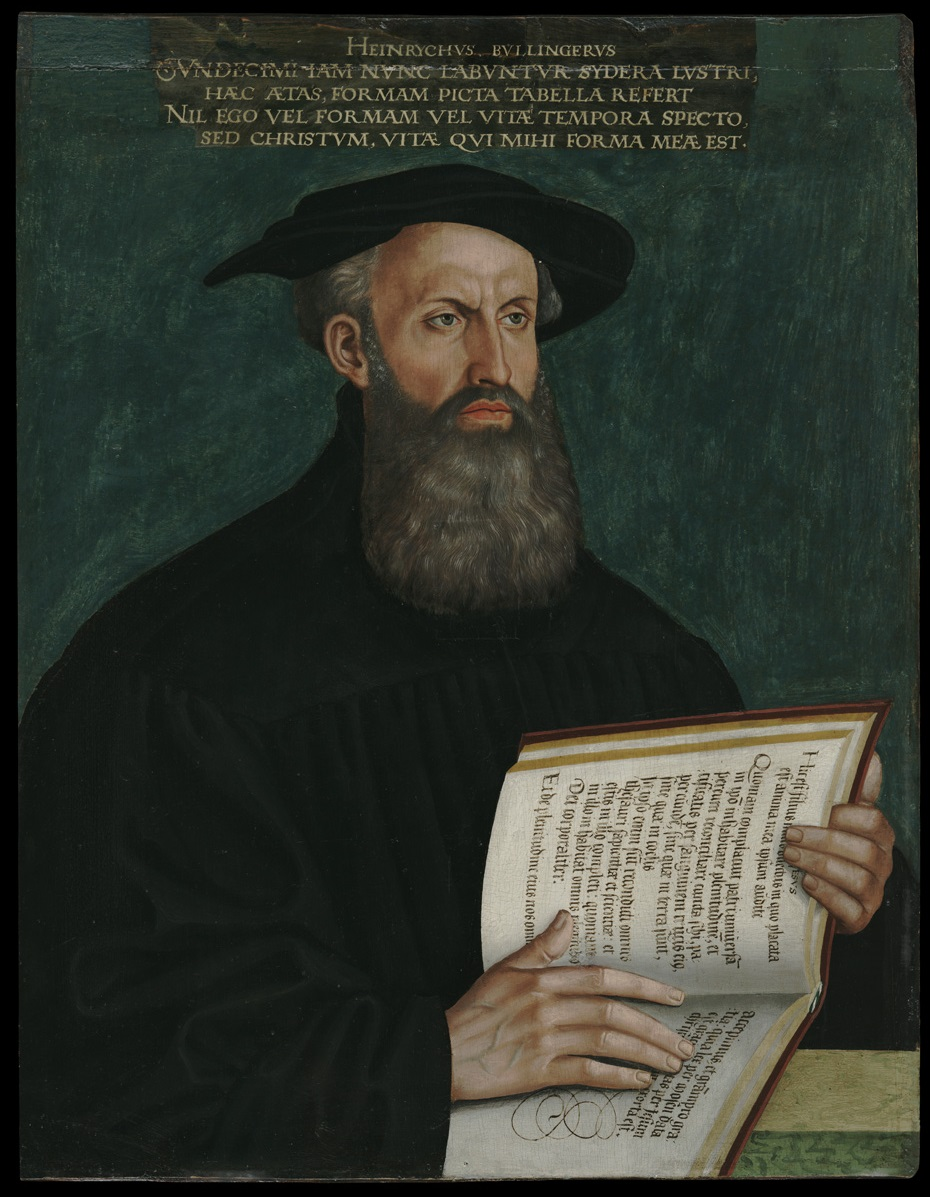
Heinrich Bullinger (1504-1575).

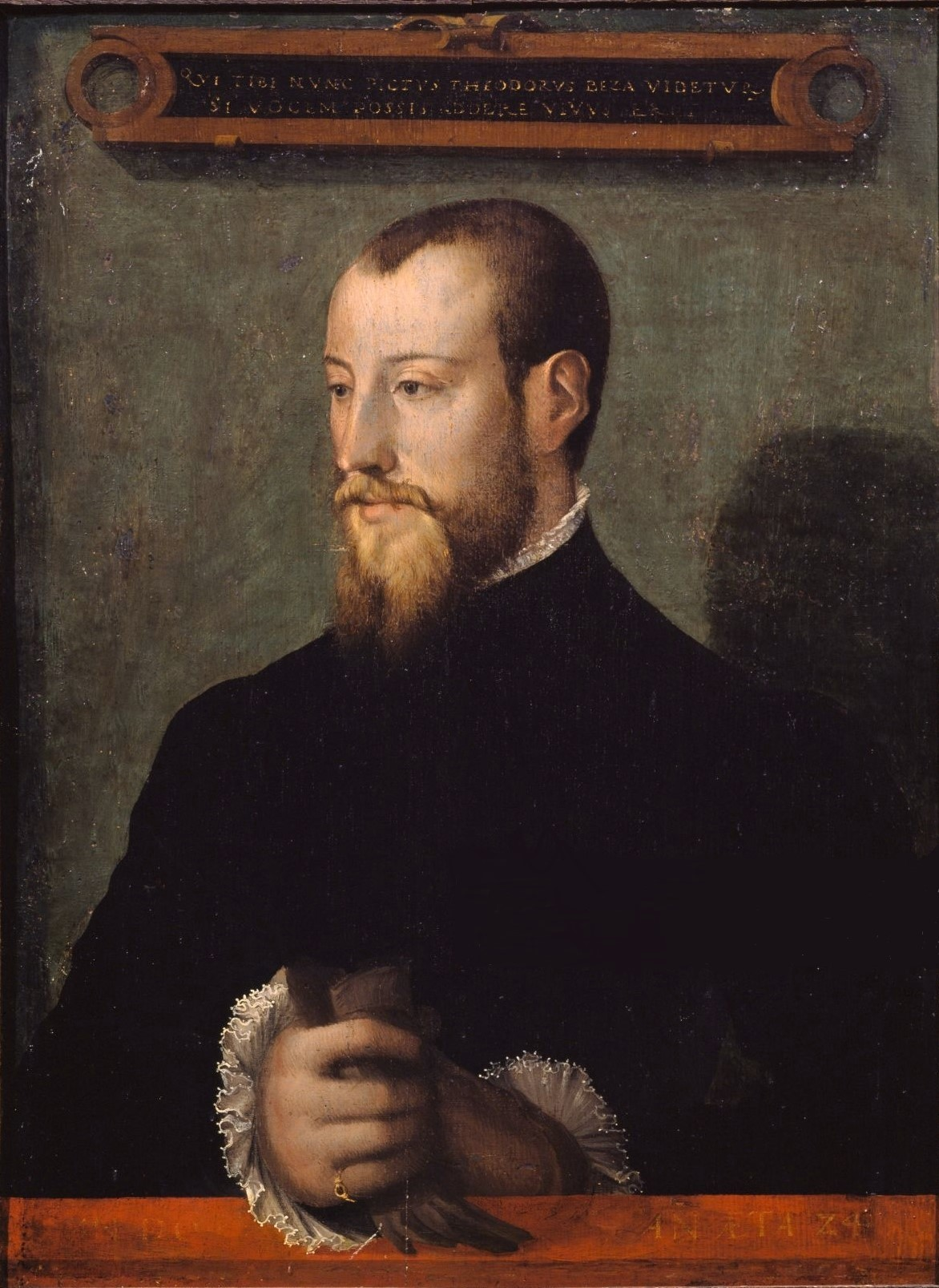
Théodore de Bèze à 24 ans.

Il y passa quatre ans (1535-1539). Cette voie avait peu d’attrait pour lui ; il préférait la lecture des classiques de l’Antiquité.

« Je m’étais alors proposé, en composant des bucoliques et de petites silves, d’imiter Virgile, le prince des poètes ; en écrivant, d’autre part, des élégies, j’imitais Ovide, dont l’ingénieuse abondance me séduisait plus que l’élégance d’un Tibulle. Pour ce qui est des divertissements que sont les épigrammes, genre que j’affectionnais par-dessus tout en raison de certaines dispositions naturelles, c’étaient, encore et toujours, Catulle et Martial, je les appréciais au point que, chaque fois que je m’écartais de mes études plus sérieuses (qui étaient, en réalité, des tâches parfaitement accessoires), c’est nulle part ailleurs que dans leurs jardins, si l’on peut dire, que je désirais me donner carrière. »

C’est de cette époque que date un événement spirituel capital pour le jeune homme: la lecture d’un traité d'Heinrich Bullinger, De l’origine des erreurs dans la célébration du culte divin (1529). Dans une lettre adressée à Bullinger en 1550, Bèze lui écrivait : « Vous m’avez fait connaître la vraie piété, tirée de la Parole de Dieu, sa source la plus pure. »
Il fut reçu licencié en droit le 11 août 1539 et, comme son père le désirait, alla à Paris où il commença la pratique. Ses parents avaient obtenu pour lui deux bénéfices dont les revenus s’élevaient à 700 écus d’or par an, et son oncle avait promis de faire de lui son successeur.

### La célébrité parisienne
À Paris, Bèze passa deux années heureuses et acquit bientôt une position en vue dans des cercles littéraires. Il fréquente la Brigade littéraire de Jean Dorat, Pierre de Ronsard et Joachim du Bellay. Pour échapper aux tentations nombreuses auxquelles il était exposé, il se fiança, en 1544, à une jeune fille d’origine modeste, Claudine Denosse, en promettant de rendre cet engagement public dès que les circonstances le permettraient. Il publia un recueil de poésies latines très populaire les célèbres Poemata, qui firent sa renommée et il fut partout regardé comme un des meilleurs auteurs de poésie latine de son temps.

### La révélation et la fuite vers Genève
Il tomba gravement malade (peut-être de la peste) et, dans sa détresse physique, se révélèrent à lui ses besoins spirituels. Peu à peu, il vint à la connaissance du Salut en Jésus-Christ, qu’il accepta avec une foi joyeuse. Il résolut alors de trancher les liens qui le rattachaient au monde et se rendit discrètement à Genève, ville qui était un refuge pour les évangéliques (les adeptes de la Réforme). Les fugitifs arrivèrent à Genève le 24 octobre 1548.
La fuite d’un personnage public d’une pareille importance ne pouvait être sans conséquence. Le 3 avril 1549, un acte du Parlement de Paris, signé par son président, Pierre Lizet, décréta la saisie de Bèze et la confiscation de tous ses biens.
Le 6 avril, les motifs de cette décision furent publiés :
- Bèze avait opté pour l’hérésie luthérienne
- il avait vendu ses bénéfices
- il s’était exilé à Genève

Il y eut pire. Le 31 mars 1550, le Parlement de Paris par le truchement de son président, le même Lizet, prononça la confiscation de la totalité de ses biens et Bèze lui-même fut condamné à être « brûlé par figure à la place Maubert ». Il ne pouvait revenir en France qu’au risque de sa vie. Ce ne fut que le 1er avril 1564 que, par lettre de rémission, le roi Charles IX levait sa condamnation à mort et la confiscation de ses biens.

## Découverte de la théologie protestante

### Professeur de grec à l'académie de Lausanne

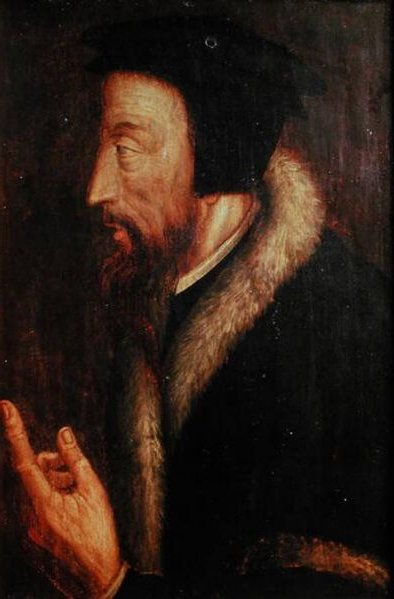
Jean Calvin.

Il fut chaleureusement accueilli par Jean Calvin, qui l’avait déjà rencontré chez Wolmar. Le 11 novembre 1548 – soit trois semaines après leur arrivée – Jean Calvin en personne bénissait publiquement le mariage secret de Théodore de Bèze et de Claudine Denosse. Mais il restait à trouver un emploi, à subvenir aux besoins du nouveau foyer. A Genève, Calvin n’avait rien à lui offrir. Rappelons que l’unique académie réformée de langue française se trouvait alors à Lausanne, dans un territoire sous domination bernoise. Comme Bèze ne voyait pas comment s’occuper tout de suite, il prit le chemin de Tübingen pour y voir son ancien maître Wolmar. En cours de route, à Lausanne, il rendit visite à Pierre Viret, qui reconnut les talents éminents et si variés de Bèze, et chercha à le retenir comme professeur de grec dans son Académie ou il fut nommé le 6 novembre 1549.
Malgré le lourd travail qui lui incombait, Bèze trouva le temps d’écrire un drame biblique, Abraham sacrifiant publié à Genève en 1550 (il existe une traduction anglaise d’Arthur Golding, publiée à Londres en 1577 et qui a été reproduite avec introduction, notes et le texte français original par M. W. Wallace, Toronto 1906). La pièce, qui opposait catholicisme et protestantisme, reçut un bon accueil. En juin 1551, il ajouta quelques psaumes à ceux que Marot avait déjà commencés à traduire en français et qui connaissaient aussi beaucoup de succès.
À la même époque, il publia son Passavantius, une satire dirigée contre Pierre Lizet, un homme à la réputation exécrable, ancien président du Parlement de Paris et qui avait été à l’origine de la Chambre ardente ; Lizet était alors (1551) abbé de Saint-Victor, près de Paris, et il voulait acquérir la réputation de pourfendeur de l’hérésie grâce à la publication de quelques écrits polémiques.
Deux controverses dans lesquelles Bèze s’impliqua à cette époque étaient d’un caractère plus sérieux. La première concernait la doctrine de la prédestination et la controverse de Calvin contre Jérome-Hermès Bolsec. La seconde parlait de l’exécution sur le bûcher de Michel Servet à Genève, le 27 octobre 1553. Pour défendre Calvin et les magistrats genevois, Bèze publia en 1554 De haereticis a civili magistratu puniendis (traduit en français en 1560).

### Voyages pour défendre les protestants
En 1557, Bèze s’intéressa spécialement aux vaudois que l’on persécutait dans le Piémont. Pour les défendre il se rendit, accompagné de Guillaume Farel, à Berne, Zurich, Bâle, Schaffhouse ; de là à Strasbourg, Montbéliard, Baden et Göppingen. Dans ces deux dernières villes, on leur demanda de préciser clairement leurs positions sur les sacrements par rapport à celles des vaudois, ce qu’ils firent le 14 mai 1557. Leur déclaration, bien reçue par les théologiens luthériens, fut nettement condamnée à Berne et à Zurich.
À l’automne 1557, Bèze entreprit un deuxième voyage avec Guillaume Farel, à Worms via Strasbourg pour demander l’aide des princes de l’empire ralliés à l’Évangile en faveur des frères de Paris qu’on persécutait. Avec Philippe Melanchthon et d’autres théologiens rassemblés alors au colloque de Worms, Bèze suggéra une union de tous les protestants, mais cette proposition fut catégoriquement rejetée par Zurich et Berne.
Sur de faux rapports, selon lesquels les persécutions contre les huguenots avaient cessé en France, les princes allemands n’envoyèrent aucune ambassade à la cour de Henri II et Bèze dut continuer son entreprise, allant avec Guillaume Farel, Jean Buddaeus et Gaspard Carmel à Strasbourg et Francfort, où l’envoi d’une ambassade à Paris fut résolu.

## Théodore de Bèze à Genève
Bèze revint de Lausanne assez désabusé. En accord avec de nombreux pasteurs et professeurs de la ville, Pierre Viret avait pensé établir un consistoire et introduire une discipline ecclésiastique susceptible d’infliger l’excommunication, en particulier dans la célébration de la sainte Cène. Mais les Bernois n’avaient pas l’intention de se laisser gouverner par une Église calviniste. Devant ces difficultés, Bèze crut préférable de s’établir à Genève en 1558.
Il y occupa d’abord la chaire de grec à l’Académie nouvellement établie puis, après la mort de Jean Calvin, on lui offrit également la chaire de théologie, il fut en outre obligé de prêcher. Il acheva la révision de la traduction du Nouveau Testament, que Pierre Olivétan avait commencée quelques années auparavant.

### Le premier synode de France
Il représente Jean Calvin au premier synode des églises réformées de France, le 25 mai 1559, rue Visconti à Paris. Cette réunion clandestine réunit 70 représentants des communautés protestantes de Paris et de l'Ouest de la France. Les communautés cherchent à se doter d'une confession de foi uniforme et de se doter d'une organisation ecclésiastique. Ce premier synode est dirigé par le pasteur François de Morel et le texte de la Confession est rédigé par Antoine de Chandieu. Calvin était opposé à cette réunion, car elle pouvait selon lui entraîner plus de divergences, qu'un front uni par rapport au texte original de l’Institution de la religion chrétienne qu'il défendait.
En 1559, il entreprit un autre voyage dans l’intérêt des huguenots, à Heidelberg cette fois ; à la même époque, il dut défendre Calvin contre Joachim Westphal à Hambourg et Tilemann Hesshus.
Plus important que cette activité polémique était l’établissement par Bèze de sa propre confession de foi. Elle avait été à l’origine préparée pour son père à qui il rendait compte de ses cours et elle fut publiée sous une forme révisée pour promouvoir la connaissance de l’Évangile parmi les concitoyens de Bèze. Elle fut imprimée en latin en 1560 avec une dédicace à Wolmar. Une traduction anglaise suivit à Londres en 1563, 1572 et 1585. Il y eut aussi des traductions en allemand, néerlandais et italien.

### Le voyage en Navarre

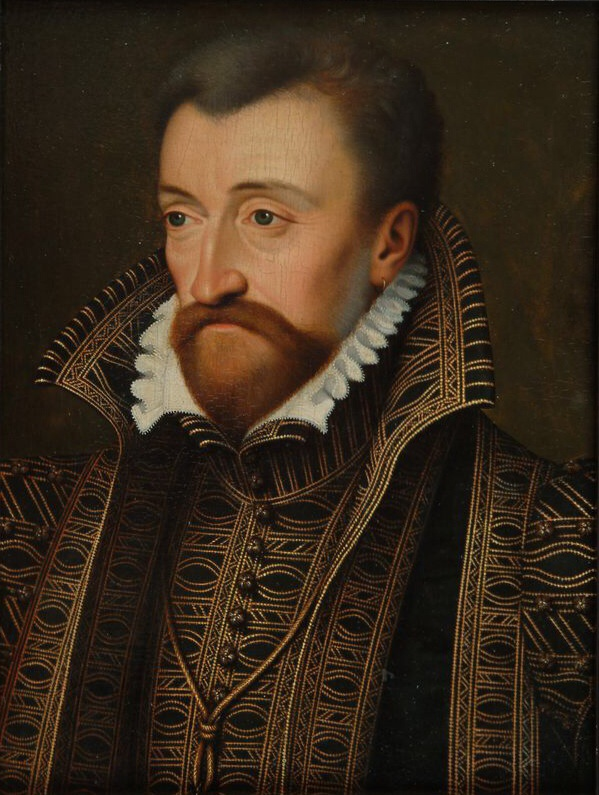
Antoine de Bourbon (1518-1562).

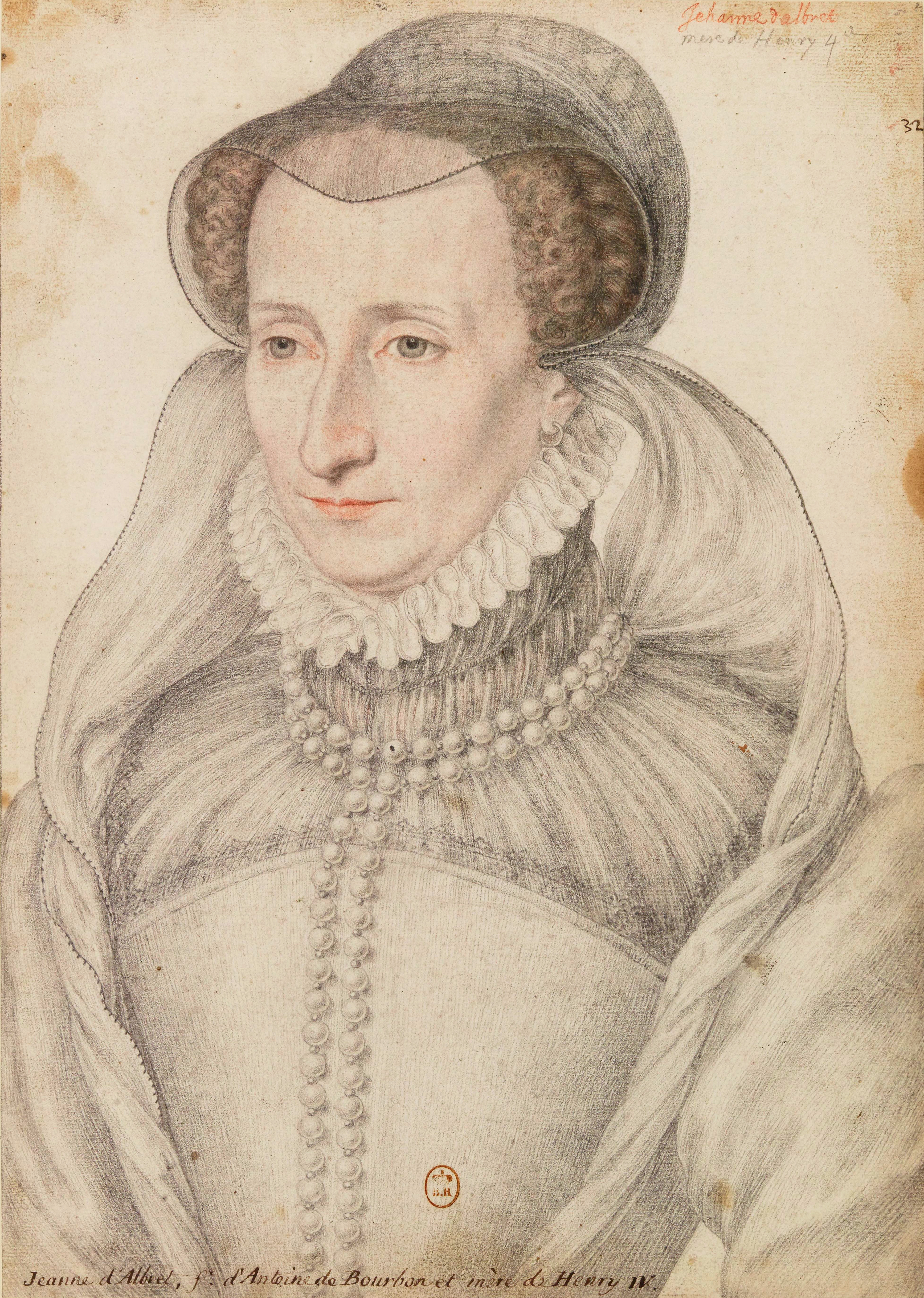
Jeanne d'Albret (1528-1572).

En 1560, Théodore de Bèze est à Nérac, à l'invitation d'Antoine de Navarre, où il prêche la Parole de Dieu à Jeanne d'Albret et commence à organiser la résistance ecclésiale et politique des huguenots à la persécution.

### Le Colloque de Poissy et les Conférences de Saint-Germain
En 1561, il préside – tout proscrit et condamné à mort qu’il est – la délégation réformée au Colloque de Poissy, où il prêche librement devant la cour. Il se heurte au cardinal de Tournon à propos de la Cène. Le colloque n’eut pas de résultats mais Bèze, considéré comme le chef et le porte-parole de toutes les communautés réformées de France, se vit à la fois adulé et détesté.

« Monsieur et père, j'arrivai à cette Cour il y a deux jours, où je vous puis assurer que j'ai été reçu avec un fort grand accueil par tous les plus grands, qui ne me laissèrent même pas le temps de souper avant d'aller les trouver... »

— Lettre à Jean Calvin, Saint-Germain, le 25 août 1561
La reine insista pour qu’on organisât un autre colloque, qui s’ouvrit à Saint-Germain le 28 janvier 1562, onze jours après la proclamation du célèbre Édit de janvier qui accordait aux réformés des privilèges importants. Cependant, le colloque fut interrompu quand il devint évident que le parti catholique se préparait à abattre le protestantisme.

### Le conseiller du prince de Condé

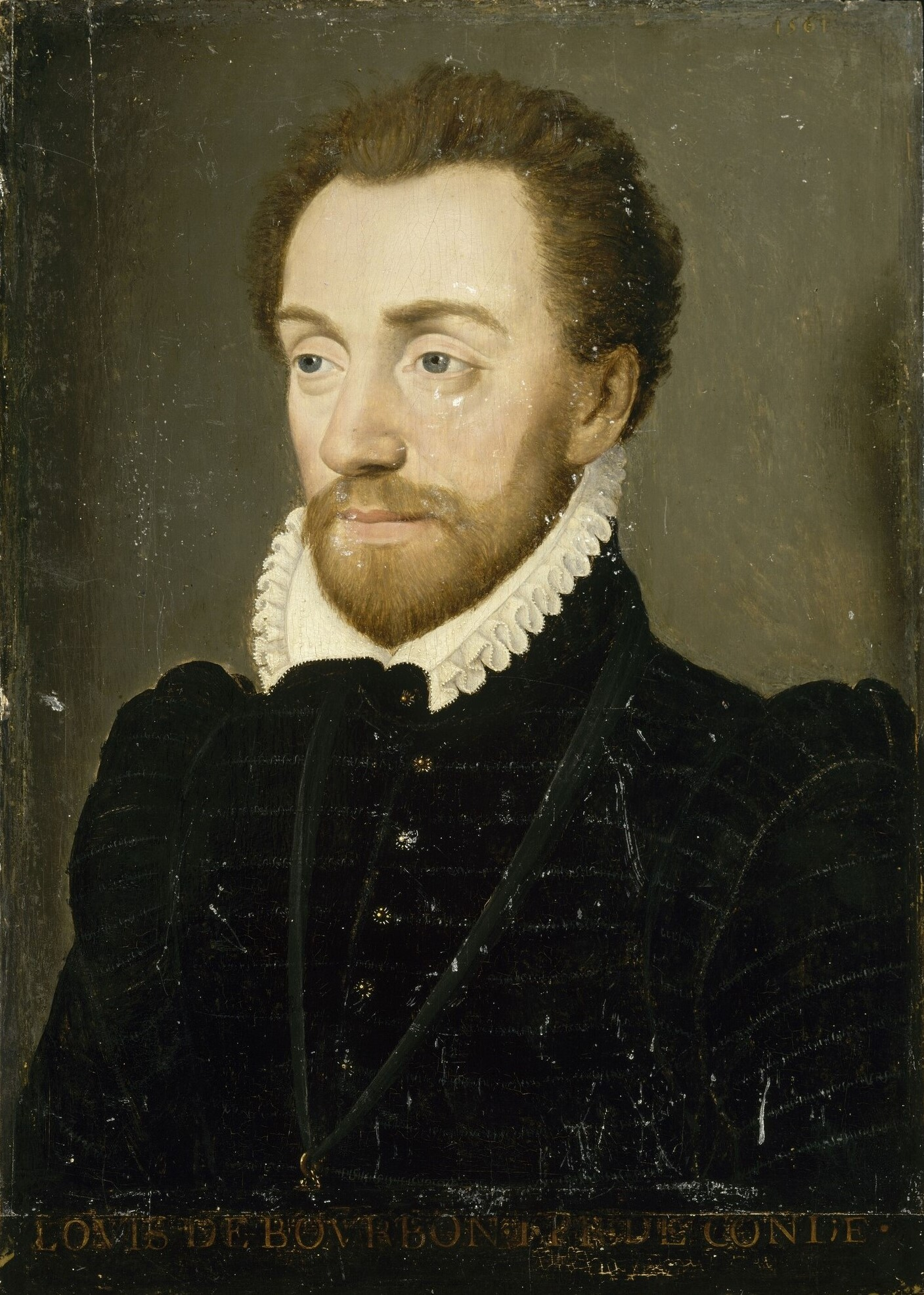
Louis de Bourbon (1530-1569)
prince de Condé.

En 1562 il devient l’aumônier, le trésorier et le conseiller spirituel et politique du principal chef protestant français Louis, prince de Condé. C'est le début de la Première guerre civile (1562-1563), le prince de Condé lance un appel aux armes le 12 avril 1562 après le massacre de Wassy, du 1er mars.
Le 7 mars 1563, accusé d'avoir inspiré l'assassinat de François de Guise par Poltrot de Méré, Bèze était de nouveau de retour à Genève après une vingtaine de mois passés en France. Il publia à la hâte une circulaire (le 25 mars) à toutes les congrégations réformées de l’empire et, avec Condé et ses troupes, se rendit à Orléans. Il était nécessaire d’agir avec rapidité et énergie, mais il n’y avait ni soldats, ni argent. À la demande de Condé, Bèze visita toutes les villes protestantes pour en obtenir. Il écrivit aussi un manifeste où il montrait le bon droit de la cause réformée. Pour obtenir des troupes et des fonds parmi ses coreligionnaires, Bèze fut chargé de visiter l’Angleterre, l’Allemagne et la Suisse. Il alla à Strasbourg et Bâle, mais sans succès. Il revint alors à Genève, où il arriva le 4 septembre. Il n’y était pas depuis deux semaines qu’il fut appelé encore une fois à Orléans par d’Andelot. Il est à Caen, lorsqu'elle se livre aux mains de l'amiral de Coligny le 5 mars, et il prêche dans l'église Saint-Jean un sermon sur « l'utilité de l'argent, qui est nerf de la guerre ». La campagne pour le protestantisme prenait un jour très favorable avec l'aide financière et les renforts anglais mais la publication du décret de pacification que Condé accepte, le 12 mars 1563, remplit d’horreur Bèze et une grande partie du protestantisme français.

## Le successeur de Calvin
Pendant vingt-deux mois Bèze avait été absent de Genève, et l’intérêt de l’École et de l’Église, et surtout l’état de santé de Calvin, lui faisaient un devoir d’y retourner. Là-bas il n’y avait personne pour remplacer Calvin qui, malade, ne pouvait pas plus longtemps porter le fardeau qui pesait sur lui. Calvin et Bèze se chargèrent d'exercer leurs fonctions de concert et à tour de rôle chaque semaine, mais bientôt Calvin mourut (27 mai 1564) et Bèze devint tout naturellement son successeur.
Jusqu’en 1580 Bèze n’était pas seulement le « modérateur de la compagnie des pasteurs », il était aussi l’âme du grand établissement d’enseignement que Calvin avait fondé à Genève en 1559 et qui se composait d’un gymnase et d’une académie. Toute sa vie, Bèze chercha à élever le niveau de l’enseignement. Pendant près de quarante ans la jeunesse protestante remplit sa salle de conférences pour écouter ses conférences théologiques, où il exposait la plus pure orthodoxie calviniste. Parmi ses élèves, il eut Giovanni Diodati qui lui succéda ensuite à Genève comme professeur de théologie.
Magistrats et pasteurs l’écoutaient comme un conseiller. Genève lui doit la fondation d’une école de droit où François Hotman, Jules Pacius et Denys Godefroy, les juristes les plus éminents du siècle, se faisaient entendre à tour de rôle.
Comme successeur de Calvin, Bèze eut beaucoup de succès, non seulement en continuant le travail de son prédécesseur mais également en préservant la paix dans l’Église de Genève. Les magistrats s’étaient entièrement approprié les idées de Calvin et la direction des affaires spirituelles, dont les organes étaient les « ministres de la Parole » et « le consistoire », fut établie sur une base solide. Aucune polémique doctrinale ne surgit après 1564. Les discussions concernèrent des questions à caractère pratique, social, ou ecclésiastique, comme la suprématie des magistrats sur les pasteurs, la liberté dans la prédication et l’obligation faite aux pasteurs de se soumettre à la majorité de la compagnie des pasteurs.
Bèze n’imposa en rien sa volonté à ses associés et ne décréta aucune mesure sévère contre ses collègues irréfléchis ou emportés, bien que parfois il ait pris des affaires en main et agi en tant que médiateur ; mais souvent il se heurta à une opposition telle qu’il menaça de démissionner. Bien qu’il fût enclin à prendre le parti des magistrats, il sut défendre les droits et l’indépendance de la puissance spirituelle quand l’occasion se présenta, sans toutefois lui accorder une influence prépondérante comme le faisait Calvin.
Son activité était grande. Il jouait le rôle d’intermédiaire entre la compagnie et les magistrats et ces derniers demandaient continuellement ses conseils même dans des questions de politique. Il correspondait avec tous les chefs du parti réformé en Europe.

### Une confession de foi enfin rédigée (Synode de La Rochelle)
En mars 1571, Bèze préside le Synode national des Églises réformées de France à La Rochelle, où sera rédigée la Confession du même nom. Il décida de ne pas supprimer la discipline ecclésiastique et de ne pas reconnaître l’autorité du gouvernement civil sur l’Église, comme le demandaient le pasteur parisien Jean de Morel et le philosophe Pierre de La Ramée. Il décida également de confirmer une nouvelle fois contre Ulrich Zwingli la doctrine calviniste de la Présence réelle (par l’expression : « substance du corps du Christ »), ce qui provoqua une discussion très acrimonieuse entre Bèze, Pierre de La Ramée et Heinrich Bullinger. Il revient l’année suivante au Synode national de Nîmes, tant les difficultés provoquées par des trublions, tels Jean Morély et Pierre de La Ramée, exigent sa présence.

### La Saint-Barthélémy
Après le massacre de la Saint-Barthélemy dès le 24 août 1572, il usa de son influence pour que les réfugiés reçussent bon accueil à Genève.

« Ces lignes que je vous écris, cher frère, seront à la fois pour vous et pour tous nos amis. Nous sommes dans le deuil et dans les gémissements. Dieu veuille avoir pitié de nous ! Jamais on n'a vu tant de perfidie, tant d'atrocité. Que de fois je le lui ai prédit ! Que de fois je l'ai averti! Dieu l'a permis, Dieu justement irrité. Pourtant il est notre Sauveur. Vous m'excuserez de ne vous rien écrire en détail. Nous avons institué un jeûne et des prières extraordinaires. Notre ville, où régnent encore la peste et la fièvre, se remplit de gens les plus malheureux de la terre. Ils n'ont échappé que grâce à la cupidité de leurs ennemis. Car autrement rien n'a été épargné, ni le rang, ni l'âge, ni le sexe. Le roi a d'abord tout mis à la charge des Guises; maintenant il écrit que tout a été fait par ses ordres, et ces hommes, qu'il a fait assassiner à Paris dans leurs lits, ces hommes " dont le monde n'était pas digne " il ose les accuser d'un complot ! A Lyon, tous (excepté un petit nombre de gens sauvés par la cupidité des soldats) se présentèrent d'eux-mêmes et spontanément pour être enfermés dans les prisons ; puis, ils tendirent d'eux mêmes la gorge, nul ne tira une épée, nul ne murmura, nul ne fut interrogé : tous furent tués comme des brebis à l'abattoir, et cependant on prétexte un complot! Seigneur, tu as vu ces choses et tu les jugeras ! Priez pour nous autres qui pouvons nous attendre au même sort. Notre gouvernement fait son devoir, mais c'est en Dieu que nous devons espérer... »

— Lettre à messire Thomas Tilius, mon honoré frère et collègue, à Heidelberg, Genève, le 10 septembre 1572

### Du droit des magistrats sur leurs sujets
En 1574 il écrivit son Du droit des magistrats sur leurs sujets, où il protestait solennellement contre la tyrannie en matière de religion et soutenait qu’il est légitime pour un peuple de s’opposer activement à un gouvernement indigne et, au besoin, de recourir aux armes pour le renverser.
En résumé, sans être un grand dogmaticien comme son maître, ni un génie créateur dans le domaine ecclésiastique, Bèze possédait des qualités qui le rendirent célèbre comme humaniste, comme exégète, comme orateur et comme chef, dans les affaires religieuses et politiques, et le qualifiaient pour être le guide des calvinistes dans toute l’Europe. Dans les diverses polémiques où il fut impliqué, Bèze manifesta souvent un caractère excessif par son irritabilité et son intolérance ; Bernardino Ochino, pasteur du rassemblement italien à Zurich (à cause d’un traité qui contenait quelques points répréhensibles sur la polygamie), et Sébastien Castellion à Bâle (à cause de ses traductions de la Bible en latin et en français) l’ont appris à leurs dépens.

### La confession d'Augsbourg
Il s’intéressa également aux polémiques sur la confession d'Augsbourg en Allemagne, particulièrement après 1564, qui concernaient la doctrine sur la personne du Christ et les sacrements, et il publia plusieurs ouvrages contre Westphal, Hesshusen, Selnecker, Johann Brenz, et Jakob Andreae. Cela le fit détester, particulièrement après 1571, par tous ceux qui avaient adhéré au luthéranisme et s’opposaient à Melanchthon.

### Le colloque de Montbéliard
Le dernier conflit polémique d’importance que Bèze eut avec les luthériens les plus stricts eut lieu du 14 au 27 mars 1586 à l’occasion du colloque de Montbéliard, où le duc luthérien Frédéric de Wurtemberg l’avait invité, avec son ami Antoine de La Faye, à la demande des nobles français qui s’étaient réfugiés dans cette ville. Évidemment l’union, qui était le but du colloque, ne fut pas réalisée, mais il eut des conséquences importantes à l’intérieur de l’Église réformée.
Quand fut publiée l’édition des actes du colloque, telle que Jakob Andrea l’avait préparée, Samuel Huber (de), qui appartenait à la faction luthérienne du clergé suisse, fut si choqué de la doctrine supralapsaire sur la prédestination, proposée à Montbéliard par Bèze et Musculus, qu’il estima de son devoir de dénoncer Musculus aux magistrats de Berne comme un innovateur en matière de doctrine. Pour étudier la question, les magistrats organisèrent un colloque entre Huber et Musculus (2 septembre 1587), où le premier représentait l’universalisme de la grâce et le second le particularisme.
Comme le colloque resta sans résultat, un débat fut organisé à Berne du 15 au 18 avril 1588, où l’on confia à Bèze la défense de la doctrine officielle. Les trois délégués des cantons helvétiques qui présidaient déclarèrent finalement que Bèze avait prouvé que l’enseignement dispensé à Montbéliard était orthodoxe et Huber fut démis de son poste.

## Fin de vie

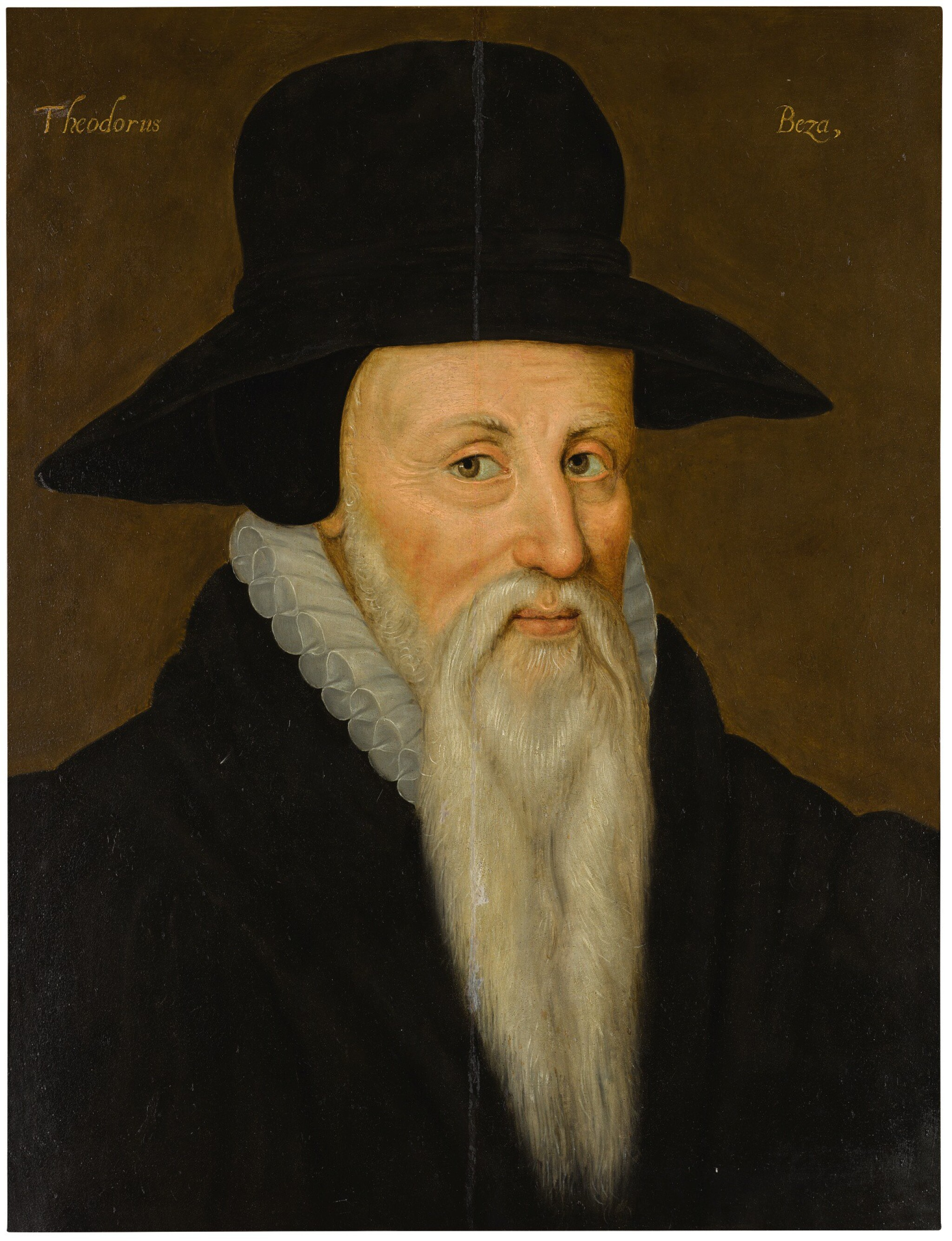
Portrait de Théodore de Bèze âgé, école anglaise, XVIIe siècle.

Par la suite, l’activité de Bèze se restreignit de plus en plus à ses affaires domestiques. Claudine, sa fidèle épouse, était morte sans enfants en 1588, quelques jours avant son départ pour le colloque de Berne. Ils avaient vécu heureux tous les deux pendant quarante ans. Sur le conseil de ses amis, il contracta un deuxième mariage avec Catharina del Piano, une veuve génoise, afin qu’elle lui vînt en aide dans ses dernières années. Il jouit d’une excellente santé jusqu’à soixante-cinq ans, mais on remarqua ensuite que sa vitalité baissait peu à peu. Il continua cependant à enseigner jusqu’en janvier 1597.
Dans ses vieux jours il eut la tristesse de voir le roi Henri IV se convertir au catholicisme, malgré les exhortations qu’il lui adressa en 1593. Malgré la bizarrerie du fait, on doit signaler qu’en 1596 les Jésuites firent courir le bruit en Allemagne, en France, en Angleterre et en Italie que Bèze et l’Église de Genève étaient revenus à la foi de Rome, et Bèze répondit par une satire où l’on voyait qu’il n’avait rien perdu de l’ardeur de sa pensée et de la force de son expression. En 1597, il reçoit par trois fois l'abbé François de Sales (futur évêque de Genève, mandaté par le pape Clément VIII). Au jeune prêtre qui avait converti le Chablais voisin sans le recours des armes, Théodore de Bèze déclara qu'il était « prêt à quitter sa religion si on lui pouvait faire voir qu'il fût en erreur et qu'il priait Dieu de le lui faire connaître ». Si les tentatives de conversion du prêtre catholique tournèrent court, au moins les deux hommes ressentirent-ils l'un pour l'autre une vive estime.
Théodore de Bèze mourut dans sa maison de Genève, huit ans plus tard, le 13 octobre 1605. On ne l’enterra pas, comme Jean Calvin, au cimetière de l'hôpital à Plainpalais (aujourd'hui appelé cimetière des Rois). On craignait que, d'une part, la cité soit possiblement attaquée par les Savoyards durant les funérailles ou que, d'autre part, la dépouille ne soit pas à l'abri d'une profanation si laissée hors des murs. Ainsi, contrairement aux règles instaurées par la Réforme et aux vœux du défunt, les magistrats décidèrent de l'inhumer dans le cloître de la cathédrale Saint-Pierre de Genève. Ce premier enterrement crée un précédent qui va faire du cloître « jusqu'à sa destruction en 1721, une sorte de Panthéon genevois ».
Certaines chroniques de l'époque rapportent aussi la rumeur que les Savoyards avaient laissé entendre qu'ils viendraient le déterrer de nuit pour l'envoyer à Rome s'il était enterré au cimetière commun,.
Le lendemain de sa mort, le recteur de l’Académie affichait la convocation suivante sur les portes des auditoires :

« Telle est l’arrivée au port pour les navigateurs, telle l’entrée dans une autre vie pour ceux dont la mort est précieuse aux yeux du Seigneur. La journée d’hier a vu s’éteindre une grande lumière de l’Eglise. Chargé d’années, noble et spectable Théodore de Bèze vient de s’acquitter de cette vie éphémère et misérable pour entrer paisiblement dans celle où l’on trouve le repos et la félicité éternelle. Aujourd’hui auront lieu ses obsèques. C’est pourquoi, illustres et généreux seigneurs, comtes, barons, nobles et étudiants de toute condition appartenant à cette Académie, au nom des pasteurs et professeurs, nous vous convoquons pour l’heure de midi, afin de prendre part au convoi funèbre et de rendre l’honneur suprême dû à cet homme éminent, à cette mort sainte. Son corps a été semé corruptible, ainsi que celui de tous ceux qui meurent en Christ, il ressuscitera incorruptible. Car ni la mort ni la vie ne nous peuvent priver des bienfaits de cet amour que Dieu témoigne à ceux qui sont à lui en notre Seigneur Jésus-Christ, lequel fait passer les siens de la mort à la vie. »

## Les écrits de Bèze

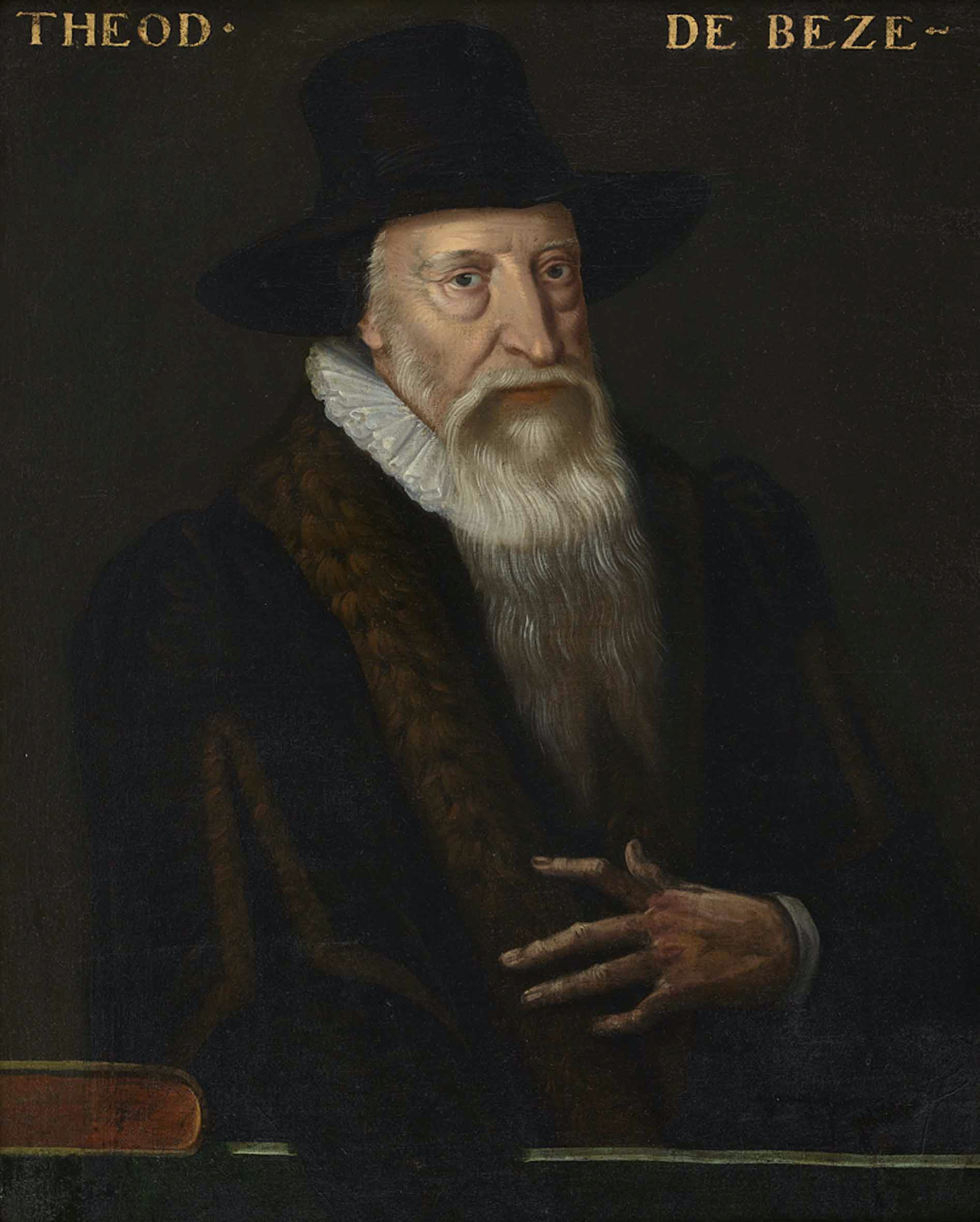
Portrait de Théodore de Bèze, huile sur toile, Bibliothèque de Genève.

L'œuvre de Théodore de Bèze est très abondante et parfois difficile à identifier par l'emploi de pseudonymes et de traductions nombreuses en grec, latin et en français,.

### Écrits humanistes et historiques
Dans l’activité littéraire de Bèze aussi bien que dans sa vie, il faut distinguer entre la période de l’humaniste (qui a fini avec la publication de ses Juvenilia) et celle de l’homme d’Église. Mais des productions tardives comme Passavantius, humaniste, mordant et satirique, ainsi que sa Complainte de Messire Pierre Lizet… prouvent que, dans les années ultérieures, il revenait de temps en temps à ses premières amours. Dans sa vieillesse il publia son Cato censorius (1591) et révisa ses Poemata, en les purgeant de leurs excentricités juvéniles. Par exemple, ce vers licencieux, cité par Montaigne (Essais, III, 5) : Rimula (dispeream) ni monogramma tua est (« Que je meure si ta fente n’est qu’une ligne »), Epigrammata, Ad Quandam.
De ses travaux historiographiques, mis à part ses Icônes (1580), qui n’ont qu’une valeur iconographique, mention peut être faite de sa célèbre Histoire ecclésiastique des Églises réformées au royaume de France (1580) et de sa biographie de Calvin, avec laquelle il faut citer son édition des Epistolae et responsa de Calvin (1575).

### Études théologiques
Toutes ces études humanistes et historiques sont surpassées par ses productions théologiques (contenues dans Tractationes theologicae). Bèze y apparaît comme le meilleur élève de Calvin, voire son alter ego. Sa conception de la vie est déterministe et sa réflexion religieuse repose sur la reconnaissance de la prédestination : toute l’existence temporelle est un effet de la volonté absolue, éternelle et immuable de Dieu, si bien que même la chute de la race humaine lui apparaît comme un objet indispensable au plan divin sur le monde. De la façon la plus lucide, Bèze montre la connexion des conceptions religieuses qui découlaient de ce mode de pensée fondamentalement supralapsaire. C’est ce qu’il a ajouté avec son traité des plus instructifs Summa totius Christianismi.

### Le Nouveau Testament grec de Bèze
Tout aussi importantes sont les contributions de Bèze à la science biblique. En 1565, il publia une édition du Nouveau Testament grec, accompagnée dans des colonnes parallèles du texte de la Vulgate et de sa propre traduction (déjà publiée en 1556). Les annotations qu’il y ajoutait avaient été publiées auparavant elles aussi, mais elles se trouvaient maintenant très enrichies et élargies.
Dans la préparation de cette édition du texte grec, mais davantage encore dans la préparation de la deuxième édition de 1582, Bèze a pu se servir de deux manuscrits de grande valeur. L’un, connu sous le nom de Codex Bezae ou Cantabrigensis, fut préservé par Bèze lors du sac de Lyon par les réformés en 1562 et plus tard offert par lui à l’université de Cambridge ; le deuxième est le Codex Claromontanus, que Bèze acquit à Clermont-en-Beauvaisis (aujourd’hui à la Bibliothèque nationale).
Ce n’était pas, pourtant, à ces sources que Bèze était principalement redevable, mais plutôt à l’édition précédente de l’éminent Robert Estienne (1550), elle-même en grande partie fondée sur une des dernières éditions d’Érasme. Les travaux de Bèze dans cette direction ont été d’une aide considérable pour ceux qui sont venus après lui. On peut sans se tromper affirmer la même chose de sa version latine et des notes abondantes dont il l’a accompagnée. Cette version a connu plus d’une centaine de rééditions.
On peut bien sûr regretter que les conceptions de Bèze sur la prédestination aient exercé une influence trop prédominante sur son interprétation des Écritures, il reste indiscutable qu’il a beaucoup aidé à une compréhension claire du Nouveau Testament.

### Principaux ouvrages
- 1548 : Poëmata varia, Poésies légères inspirées d’Ovide et Catulle, rédigées dans sa jeunesse et que lui reprochèrent plus tard ses détracteurs ; il confessa lui-même les regretter. Theodori Bezae Vezelii Poemata Lutetiae ex officina Conradi Badii.
- 1550 : Abraham sacrifiant, tragédie à sujet biblique
- 1553 : Le Passavant, Épître de maítre Benoît Passavant à messire Pierre Lizet, où il lui rend compte de sa mission à Genève et de ses conversations avec les hérétiques traduite pour la première fois du Latin macaronique de Théodore de Bèze
- 1556 : Novum Testamentum Domini Nostri Jesu Christi, traduction du Nouveau testament en Latin depuis le grec par Théodore de Bèze.
- 1560 : Brève exposition de la table ou figure contenant les principaux poincts de la religion chrestienne.
- 1561 : Les cent cinquante Psaumes de David, psautier huguenot, traduction commencée par Clément Marot et terminée par Théodore de Bèze.
- 1561 : Recueil en sommaire des signes sacrés
- 1561 : Ce qui a esté proposé par Théodore de Bèze au nom de tous ceux qui désirent la reformation de l'Église selon la pure doctrine de l'Évangile, en la présence du Roy, de la Royne sa mère, du Roy de Navarre et des autres princes, de messieurs du conseil, et des prélats qu'on dit d'Église, à Poissy, le neufième jour de septembre 1561, publication des thèses de Théodore de Bèze au Colloque de Poissy.
- 1574 : Du droit des magistrats sur leurs sujets, écrit monarchomaque dans lequel il justifie le droit des huguenots à résister à la tyrannie (consulter en ligne sur e-rara)
- 1580 : Histoire ecclésiastique des Églises réformées au royaume de France dans laquelle il propose l’idée de loi fondamentale[21].
- 1581 : Chrestiennes Meditations, Méditations sur les psaumes pénitentiels, écrites sur le mode de la paraphrase, genre littéraire très développé au XVIe siècle.

### Édition de sa correspondance
- Correspondance. Tome 1 (1539-1555) ; éd. H. & F. Aubert et H. Meylan. Genève : Droz, 1960. (Travaux d’humanisme et Renaissance ; 40). 225 p.
- Correspondance. Tome 2 (1556-1558) ; éd. F. Aubert, H. Meylan et A. Dufour. Genève : Droz, 1962. (Travaux d’humanisme et Renaissance ; 49). 284 p.
- Correspondance. Tome 3 (1559-1561) ; éd. H. Meylan et A. Dufour. Genève : Droz, 1963. (Travaux d’humanisme et Renaissance ; 61). 304 p.
- Correspondance. Tome 4 (1562-1563) ; éd. H. Meylan, A. Dufour et A. Tripet. Genève : Droz, 1965. (Travaux d’humanisme et Renaissance ; 74). 320 p.
- Correspondance. Tome 5 (1564) ; éd. H. Meylan, A. Dufour et A. de Henseller. Genève : Droz, 1968. (Travaux d’humanisme et Renaissance ; 96). 200 p.
- Correspondance. Tome 6 (1565) ; éd. H. Meylan, A. Dufour et A. de Henseller. Genève : Droz, 1970. (Travaux d’humanisme et Renaissance ; 113). 334 p.
- Correspondance. Tome 7 (1566) ; éd. H. Meylan, A. Dufour, C. Chimelli et M. Turchetti. Genève : Droz, 1973. (Travaux d’humanisme et Renaissance ; 136). 388 p.
- Correspondance. Tome 8 (1567) ; éd. H. Meylan, A. Dufour et C. Chimelli. Genève : Droz, 1976. (Travaux d’humanisme et Renaissance ; 146). 320 p.
- Correspondance. Tome 9 (1568) ; éd. H. Meylan, A. Dufour, C. Chimelli et Béatrice Nicollier. Genève : Droz, 1978. (Travaux d’humanisme et Renaissance ; 164). 276 p.
- Correspondance. Tome 10 (1569) ; éd. A. Dufour, C. Chimelli et Béatrice Nicollier. Genève : Droz, 1981. (Travaux d’humanisme et Renaissance ; 181). 324 p.
- Correspondance. Tome 11 (1570) ; éd. A. Dufour, C. Chimelli et Béatrice Nicollier. Genève : Droz, 1983. (Travaux d’humanisme et Renaissance ; 195). 376 p.
- Correspondance. Tome 12 (1571) ; éd. A. Dufour, Béatrice Nicollier et M. Turchetti. Genève : Droz, 1986. (Travaux d’humanisme et Renaissance ; 212). 304 p.
- Correspondance. Tome 13 (1572) ; éd. A. Dufour et Béatrice Nicollier. Genève : Droz, 1988. (Travaux d’humanisme et Renaissance ; 229). 312 p.
- Correspondance. Tome 14 (1573) ; éd. A. Dufour et Béatrice Nicollier. Genève : Droz, 1990. (Travaux d’humanisme et Renaissance ; 242). xxvi-356 p.
- Correspondance. Tome 15 (1574) ; éd. A. Dufour et Béatrice Nicollier. Genève : Droz, 1991. (Travaux d’humanisme et Renaissance ; 254). 288 p.
- Correspondance. Tome 16 (1575) ; éd. A. Dufour, Béatrice Nicollier et R. Bodenmann. Genève : Droz, 1993. (Travaux d’humanisme et Renaissance ; 273). 332 p.
- Correspondance. Tome 17 (1576) ; éd. A. Dufour, Béatrice Nicollier et R. Bodenmann. Genève : Droz, 1994. (Travaux d’humanisme et Renaissance ; 286). xx-304 p.  (ISBN 2-600-00025-9)
- Correspondance. Tome 18 (1577) ; éd. A. Dufour, Béatrice Nicollier et R. Bodenmann. Genève : Droz, 1995. (Travaux d’humanisme et Renaissance ; 292). xx-276 p.  (ISBN 2-600-00083-6)
- Correspondance. Tome 19 (1578) ; éd. A. Dufour, Béatrice Nicollier et R. Bodenmann. Genève : Droz, 1996. (Travaux d’humanisme et Renaissance ; 304). xxiv-280 p.  (ISBN 2-600-00162-X)
- Correspondance. Tome 20 (1579) ; éd. A. Dufour, Béatrice Nicollier et R. Bodenmann. Genève : Droz, 1998. (Travaux d’humanisme et Renaissance ; 318). xxii-346 p.  (ISBN 2-600-00249-9)
- Correspondance. Tome 21 (1580) ; éd. A. Dufour, Béatrice Nicollier, H. Genton et R. Bodenmann. Genève : Droz, 1999. (Travaux d’humanisme et Renaissance ; 327). xxx-338 p.  (ISBN 2-600-00321-5)
- Correspondance. Tome 22 (1581) ; éd. H. Aubert, A. Dufour, Béatrice Nicollier et H. Genton. Genève : Droz, 2000. (Travaux d’humanisme et Renaissance ; 334). xxxiv-282 p.  (ISBN 2-600-00401-7)
- Correspondance. Tome 23 (1582) ; éd. H. Aubert, A. Dufour, Béatrice Nicollier et H. Genton. Genève : Droz, 2001. (Travaux d’humanisme et Renaissance ; 346). xxx-302 p.  (ISBN 2-600-00487-4)
- Correspondance. Tome 24 (1583) ; éd. H. Aubert, A. Dufour, H. Genton et B. Nicollier-De Weck. Genève : Droz, 2002. (Travaux d’humanisme et Renaissance ; 366). xviii-436 p.  (ISBN 978-2-600-00694-1)
- Correspondance. Tome 25 (1584) ; éd. H. Aubert, A. Dufour, H. Genton et B. Nicollier-De Weck. Genève : Droz, 2003. (Travaux d’humanisme et Renaissance ; 380). xviii-414 p.  (ISBN 978-2-600-00887-7)
- Correspondance. Tome 26 (1585) ; éd. H. Aubert, A. Dufour, H. Genton et B. Nicollier-De Weck. Genève : Droz, 2004. (Travaux d’humanisme et Renaissance ; 390). xviii-332 p.  (ISBN 978-2-600-00925-6)
- Correspondance. Tome 27 (1586) ; éd. H. Aubert, A. Dufour, H. Genton et B. Nicollier-De Weck. Genève : Droz, 2005. (Travaux d’humanisme et Renaissance ; 401). xxvi-326 p.  (ISBN 978-2-600-01019-1)
- Correspondance. Tome 28 (1587) ; éd. H. Aubert, A. Dufour, H. Genton et B. Nicollier-De Weck. Genève : Droz, 2006. (Travaux d’humanisme et Renaissance ; 413). xxvi-310 p.  (ISBN 978-2-600-01081-8)
- Correspondance. Tome 29 (1588) ; éd. H. Aubert, A. Dufour, H. Genton et B. Nicollier-De Weck. Genève : Droz, 2007. (Travaux d’humanisme et Renaissance ; 426). xxvi-326 p.  (ISBN 978-2-600-01168-6)
- Correspondance. Tome 30 (1589) ; éd. H. Aubert, A. Dufour, H. Genton et B. Nicollier-De Weck. Genève : Droz, 2008. (Travaux d’humanisme et Renaissance ; 442). xxx-402 p.  (ISBN 978-2-600-01236-2)
- Correspondance. Tome 31 (1590) ; éd. H. Aubert, A. Dufour, H. Genton et B. Nicollier-De Weck. Genève : Droz, 2009. (Travaux d’humanisme et Renaissance ; 448). xxv-280 p.  (ISBN 978-2-600-01277-5)
- Correspondance. Tome 32 (1591) ; éd. H. Aubert, A. Dufour, H. Genton et B. Nicollier-De Weck. Genève : Droz, 2009. (Travaux d’humanisme et Renaissance ; 460). xxxiv-248 p.  (ISBN 978-2-600-01330-7)
- Correspondance. Tome 33 (1592) ; éd. H. Aubert, A. Dufour, H. Genton et B. Nicollier-De Weck. Genève : Droz, 2010. (Travaux d’humanisme et Renaissance ; 467). xxvi-230 p.  (ISBN 978-2-600-01433-5)
- Correspondance. Tome 34 (1593) ; éd. H. Aubert, A. Dufour, H. Genton et B. Nicollier-De Weck. Genève : Droz, 2010. (Travaux d’humanisme et Renaissance ; 471). xxxii-352 p.  (ISBN 978-2-600-01468-7)
- Correspondance. Tome 35 (1594) ; éd. H. Aubert, A. Dufour, H. Genton et B. Nicollier-De Weck. Genève : Droz, 2011. (Travaux d’humanisme et Renaissance ; 490). xxvi-294 p.  (ISBN 978-2-600-01550-9)
- Correspondance. Tome 36 (1595) ; éd. H. Aubert, M. Cuany, A. Dufour, H. Genton et B. Nicollier-De Weck. Genève : Droz, 2012. (Travaux d’humanisme et Renaissance ; 500). xxvi-224 p.  (ISBN 978-2-600-01591-2)
- Correspondance. Tome 37 (1596) ; éd. H. Aubert, A. Dufour, H. Genton, M. Cuany et B. Nicollier-De Weck. Genève : Droz, 2013. (Travaux d'humanisme et Renaissance ; 519). xxx-290 p.  (ISBN 978-2-600-01741-1)
- Correspondance. Tome 38 (1597) ; éd. H. Aubert, A. Dufour, H. Genton, K. Bovier et B. Nicollier-De Weck. Genève: Droz, 2014. (Travaux d'humanisme et Renaissance ; 525). xxxi-298 p.  (ISBN 978-2-600-01812-8)
- Correspondance. Tome 39 (1598) ; éd. H. Aubert, A. Dufour, H. Genton, K. Bovier et B. Nicollier-De Weck. Genève: Droz, 2014. (Travaux d'humanisme et Renaissance ; 533). xxxi-301 p.  (ISBN 978-2-600-01859-3)
- Correspondance. Tome 40 (1599) ; éd. H. Aubert, A. Dufour, H. Genton, K. Bovier et B. Nicollier-De Weck. Genève: Droz, 2015. (Travaux d'humanisme et Renaissance ; 545). xxv-219 p.  (ISBN 978-2-600-01892-0)
- Correspondance. Tome 41 (1600) ; éd. H. Aubert, A. Dufour, H. Genton, K. Bovier et B. Nicollier-De Weck. Genève: Droz, 2016. (Travaux d'humanisme et Renaissance ; 562). xxvii-210 p.  (ISBN 978-2-600-04719-7)
- Correspondance. Tome 42 (1601-1602) ; éd. H. Aubert, A. Dufour, H. Genton, K. Bovier et B. Nicollier-De Weck. Genève: Droz, 2016. (Travaux d'humanisme et Renaissance ; 569). xxviii-180 p.  (ISBN 978-2-600-04766-1)
- Correspondance. Tome 43 (1603-1605) ; éd. H. Aubert, A. Dufour, H. Genton, K. Bovier, C. Moutengou Barats et B. Nicollier-De Weck. Genève: Droz, 2017. (Travaux d'humanisme et Renaissance ; 571). xvii-186 p.  (ISBN 978-2-600-05810-0)

## Hommages
- Théodore de Bèze est l'un des quatre réformateurs représentés sur le Monument international de la Réformation à Genève.
- Quelques communes françaises ont donné son nom à une rue : Auxerre, Dijon, Orléans.
- Sainte-Beuve dans son "Port Royal" (Livre I, chapitre 6) cite Abraham sacrifiant de Théodore de Bèze (auquel il se réfère sous le titre Le sacrifice d'Abraham) comme emblématique du genre de la tragédie sacrée.

## Sources
Cet article comprend des extraits de la Schaff-Herzog Encyclopedia 1914 (qui fait partie du domaine public), traduits à partir de la version anglophone de Wikipédia.

## Sources d'archives
La Bibliothèque de Genève conservent des papiers de Théodore de Bèze dans des fonds d'archives ou des collections :
- Fonds : Archives Tronchin du Musée historique de la Réformation.  Cote : CH-000007-9 CH BGE Arch. Tronchin 1-135. Bibliothèque de Genève (présentation en ligne).
- Fonds : Archives Tronchin de la Bibliothèque de Genève.  Cote : CH-000007-9 CH BGE Arch. Tronchin 141-397. Bibliothèque de Genève (présentation en ligne).Documents autographes isolés, discours, notes, pièces de vers, signatures, dans les Ms. fr. 142, 163, 234, 353, 355 et 397
- Fonds : Correspondance ecclésiastique de la Compagnie des Pasteurs.  Cote : CH-000007-9 CH BGE Ms. fr. 401-480. Bibliothèque de Genève (présentation en ligne).Correspondance active, le plus souvent sous forme de copies d’époque, et correspondance passive dans les volumes Ms. fr. 401, 402, 406-414, 416, 417, 441, 444, 446, 470
- Collection des manuscrits français.  Cote : CH-000007-9 Ms. fr. 8 et Ms. fr. 145. Bibliothèque de Genève (présentation en ligne).Ms. fr. 8 : pièces relatives à la Dispute entre le Conseil de Genève et le père Chérubin de Maurienne). Ms. fr. 145 : Mémoires sur Pierre Caroli et Jean Troillet).
- Collection des manuscrits latins.  Cote : CH-000007-9 Ms. lat. 1-378. Bibliothèque de Genève (présentation en ligne).Ms. lat. 114, 117, 118 a et b, 119-121 et 135 : collection factice de correspondance
- Collection Antoine Court.  Cote : CH-000007-9 CH BGE Ms. Court 1-69. Bibliothèque de Genève (présentation en ligne).Le Ms. Court 13/II conserve 2 lettres autographes signées

Certains documents sont numérisés et consultables en ligne dans la base de données des manuscrits et archives privées de la Bibliothèque de Genève.